# Кучулата
Кучулата (рум. Cuciulata) — село у повіті Брашов в Румунії. Входить до складу комуни Хогіз.
Село розташоване на відстані 179 км на північ від Бухареста, 41 км на північний захід від Брашова.

## Населення
За даними перепису населення 2002 року у селі проживали 1335 осіб. Рідною мовою 1331 особа (99,7%) назвала румунську.
Національний склад населення села:
| Національність | Кількість осіб | Відсоток |
| -------------- | -------------- | -------- |
| румуни         | 1074           | 80,4%    |
| цигани         | 252            | 18,9%    |
| угорці         | 8              | 0,6%     |